# El Cerdà de la Garga
El Cerdà de la Garga o Mas Cerdà és una masia de Centelles (Osona), catalogada com a bé cultural d'interès local.

## Història
La primera documentació es remunta a l'any 1160. L'edifici actual és del segle xvi, ampliat el 1750 i al segle xix. El 1815, hi nasqué l'enginyer i urbanista Ildefons Cerdà i Sunyer, que l'heretà a la mort del seu germà gran Josep En aquest segle, s'hi allotjà durant un temps Jaume Balmes, molt amic de la família, i també s'hi va construir una capella, on el mateix Cerdà hi realitzà algunes reformes i que fou destruïda el 1936.
El 1890, la masia va passar a mans del duc de Solferino, que va treure dues finestres gòtiques del primer pis.

## Descripció
Envoltat de masoveries, el conjunt està tancat per un clos que procedeix del mas i que conforma dues llices. L'edifici principal és un gran casal de planta quadrada orientada cap al sud, amb planta baixa i dos pisos i teulada a dues vessants. Totes les cantoneres són de pedra treballada, i a la façana principal destaca un portal adovellat datat de l'any 1773, on a banda i banda i una mica més amunt hi ha dos esgrafiats de la mateixa època i un rellotge de sol. Damunt del portal hi ha un balcó amb pedra treballada. Una placa perpetua el record de l'urbanista, realitzat pels amics de Centelles.
A l'interior hi ha una llar de foc del segle xviii, una alcova i un forn amb peces de ceràmica.